# Le Bonhomme
Bonhomme – miejscowość i gmina we Francji, w regionie Grand Est, w departamencie Górny Ren.
Według danych na rok 1990 gminę zamieszkiwało 607 osób, 28 os./km².